# Phare de l'île d'Yeu
Le phare de l'île d'Yeu ou grand phare est situé sur la butte de la Petite Foule, au nord-ouest de l'île d'Yeu, en Vendée.

## Historique
Avant le XIXe siècle, un feu sur l'île d'Yeu  était réclamé par les marins du golfe de Gascogne. Le clocher de l'église Saint-Sauveur servait alors d'amer et de poste de vigie. La décision de le construire a été prise à la suite du naufrage de l’Active en 1827 sur les récifs de Basse Flore, à 200 m au nord-est des Chiens Perrins, avec la mort de ses 80 hommes d'équipage.
En 1830, un premier feu blanc fixe est érigé sur une tour cylindrique de 33 m de haut (pour une élévation de 54 m au-dessus de la mer) avec des bâtiments annexes.
En 1895, le phare est électrifié et le feu devient à éclat blanc toutes les 5 secondes. Une corne de brume y est également installée.
En 1944, le phare est détruit par les troupes allemandes, avant de battre en retraite. Il est remplacé provisoirement par une tourelle métallique.
En 1950, le second phare est construit et reçoit un feu à éclat blanc toutes les 5 secondes, comme précédemment.

## Phare actuel
Le phare actuel est une tour de 38 m à section carrée pyramidale, en maçonnerie lisse blanche sur un soubassement en pierres apparentes. Le feu est à 56 m au-dessus des flots et sa portée est de 23,5 milles.
Il est entouré de divers bâtiments : quatre maisons de gardiennage, salles techniques et appentis.
Il est automatisé depuis 1980 ; en outre il assure le télécontrôle du phare de la pointe des Corbeaux.
Le phare a fait l’objet d’une inscription au registre des monuments historiques le 29 novembre 2011.

Carte de l'île d'Yeu, avec l'emplacement du grand phare, au nord-ouest.
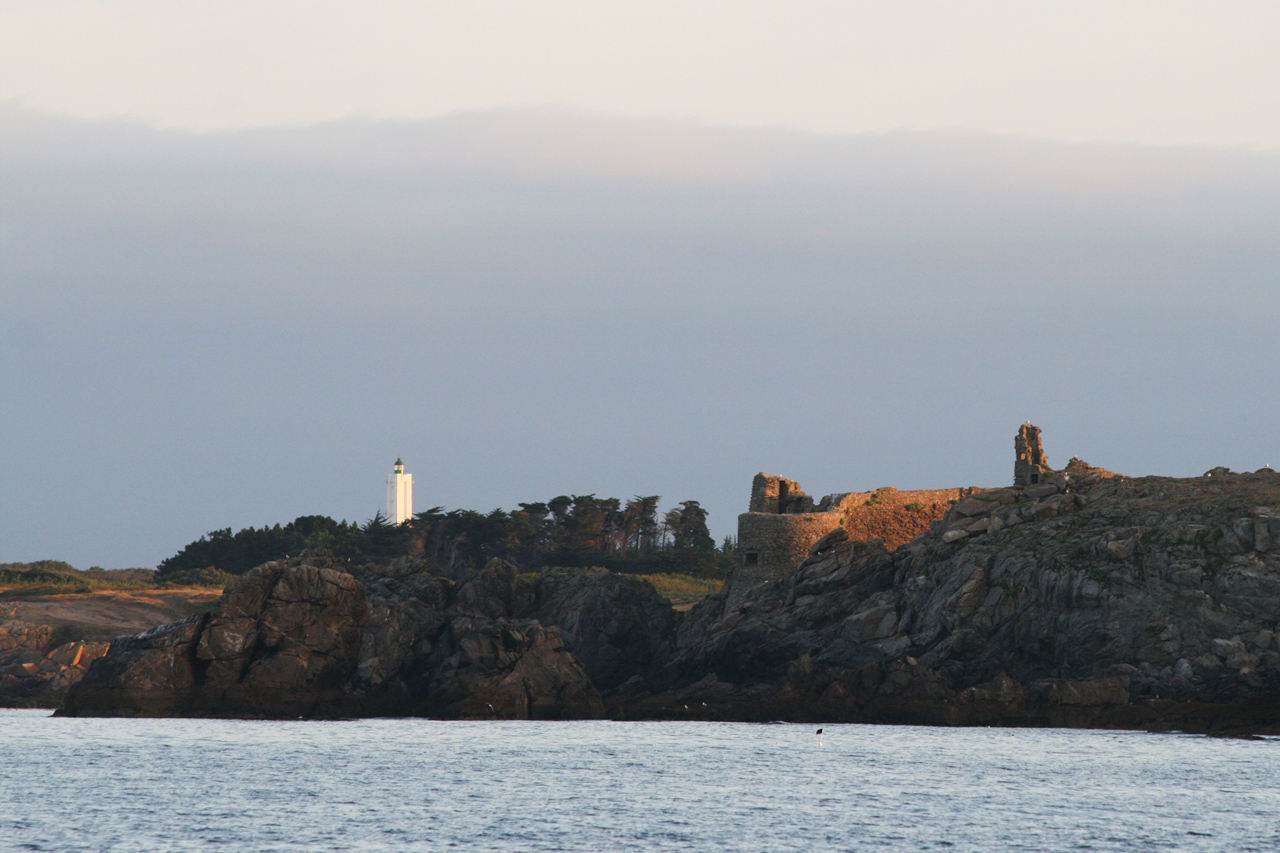
Au loin le grand phare de l'île d'Yeu (de couleur blanche) et, au centre sur la côte rocheuse, le Vieux Château.
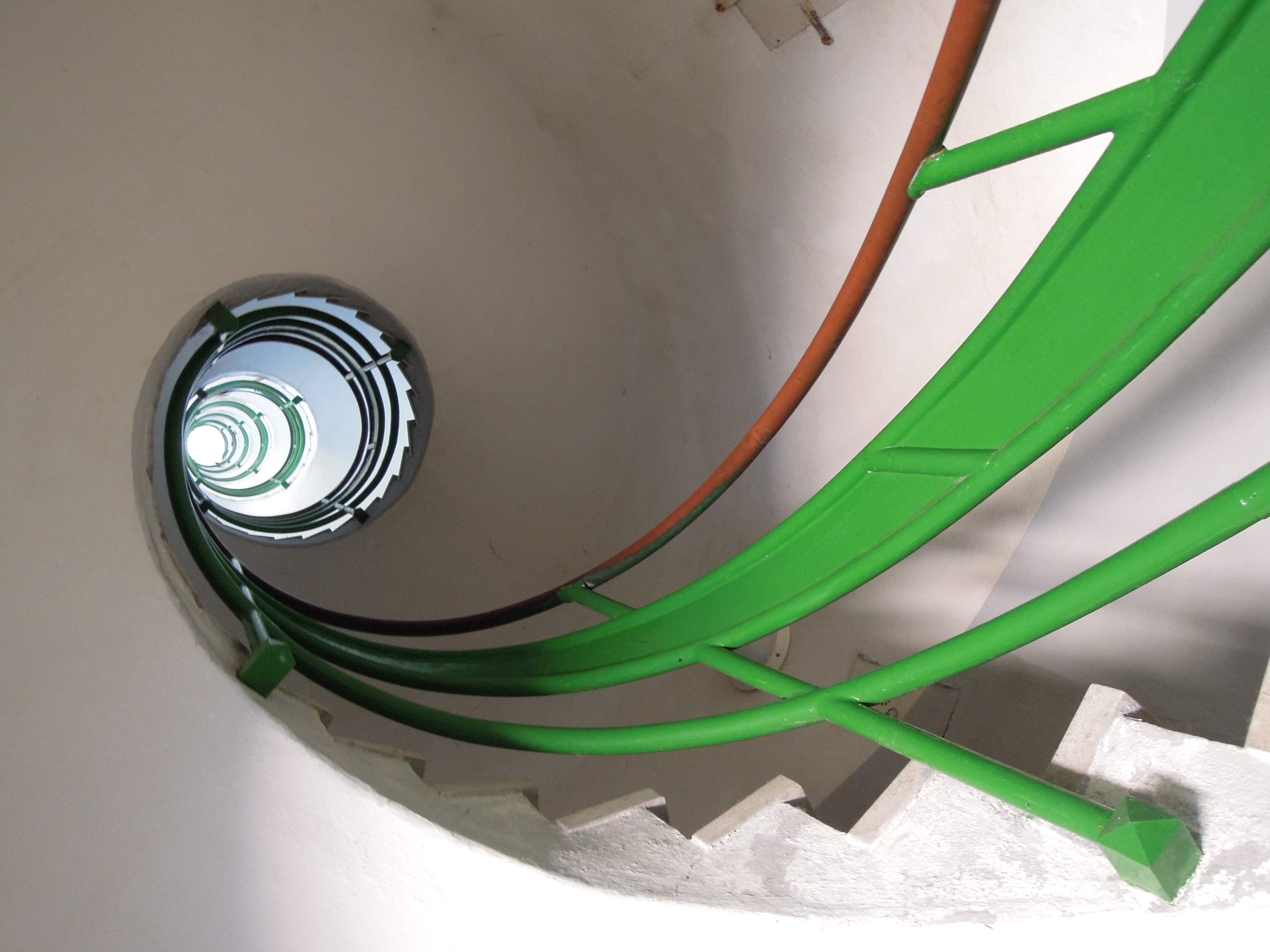
L'escalier du grand phare.